# كاسا سي -207 أزور
كاسا سي -207 أزور (بالإنجليزية: CASA C-207 Azor)‏ هي طائرة شحن أنتجت في إسبانيا. من صناعة إيادس كاسا. كانت تستخدم بشكل أساسي من قبل القوات الجوية الإسبانية. كان أول طيران لها في 28 سبتمبر 1955. دخلت الخدمة في 1960، انتهت خدمتها في 1980. صنع منها 20 طائرة.